# Lutzelbourg
Lutzelbourg là một xã trong vùng hành chính Lothringen, thuộc tỉnh Moselle, quận Sarrebourg, tổng Phalsbourg. Tọa độ địa lý của xã là 48° 44' vĩ độ bắc, 07° 15' kinh độ đông. Lutzelbourg nằm trên độ cao trung bình là 225 mét trên mực nước biển, có điểm thấp nhất là 205 mét và điểm cao nhất là 397 mét. Xã có diện tích 5,84 km², dân số vào thời điểm 1999 là 695 người; mật độ dân số là 119 người/km².

## Thông tin nhân khẩu
| 1962 | 1968 | 1975 | 1982 | 1990 | 1999 |
| ---- | ---- | ---- | ---- | ---- | ---- |
| 803  | 807  | 798  | 768  | 705  | 695  |